# Hydractinia cryptoconcha
Hydractinia cryptoconcha är en nässeldjursart som beskrevs av Hirohito 1988. Hydractinia cryptoconcha ingår i släktet Hydractinia och familjen Hydractiniidae. Inga underarter finns listade i Catalogue of Life.